# Michael Rohde
Michael Rohde (* 25 de julio de 1782, Bremen - 28 de mayo de 1812) fue un médico y botánico alemán.
Autor de Monographiae Cinchonae generis tentamen. Gottinga, 1804.

## Fuente
- John Hendley Barnhart. 1965. Notas Biográficas de Botánicos. G.K. Hall & Co. Boston.

- La abreviatura «Rohde» se emplea para indicar a Michael Rohde como autoridad en la descripción y clasificación científica de los vegetales.[1]

- Wikispecies tiene un artículo sobre Michael Rohde.

- Datos: Q515676
- Especies: Michael Rohde

1. ↑  Todos los géneros y especies descritos por este autor en IPNI.